# Morne Carmichaël
Morne Carmichaël är ett berg i Guadeloupe (Frankrike). Det ligger i den södra delen av Guadeloupe, 9 km nordost om huvudstaden Basse-Terre. Toppen på Morne Carmichaël är 1 378 meter över havet. Morne Carmichaël ingår i Les Mamelles.
Terrängen runt Morne Carmichaël är huvudsakligen kuperad, men norrut är den bergig. Runt Morne Carmichaël är det ganska tätbefolkat, med 192 invånare per kvadratkilometer. Närmaste större samhälle är Saint-Claude, 5,4 km sydväst om Morne Carmichaël. I omgivningarna runt Morne Carmichaël växer i huvudsak städsegrön lövskog.